# هيو كاروثرز
هيو كاروثرز هو سياسي كندي، ولد في 2 ديسمبر 1906 في Lambton County ‏ في كندا، وتوفي في 18 نوفمبر 1977 في بورت هوب في كندا. نشط حزبياً في حزب أونتاريو المحافظ التقدمي. وقد انتخب عضو برلمان مقاطعة أونتاريو ‏.